# Luxempart
Luxempart est une société d'investissement cotée en Bourse de Luxembourg, gérant depuis 1992 un portefeuille de participations cotées et non cotées au Luxembourg, en Belgique, en France, en Italie du Nord et en Allemagne.